# Saint-Philippe-de-Néri
Saint-Philippe-de-Néri es un municipio parroquial canadiense situado en la provincia de Quebec.

## Superficie
Saint-Philippe-de-Néri tiene una superficie de 32,65 km².

## Demografía
En 2021, tenía 818 habitantes, una densidad poblacional de 25,1 hab./km², y 385 viviendas.